# Morelia carinata
Morelia carinata är en ormart som beskrevs av Smith 1981. Morelia carinata ingår i släktet Morelia och familjen pytonormar. Inga underarter finns listade i Catalogue of Life.
Arten förekommer i norra delen av delstaten Western Australia i Australien. Honor lägger 10 till 14 ägg per tillfälle. Ormen vistas i klippiga regioner med buskar och skog. Den hittas ofta vid vattendrag. Antagligen klättrar individerna i växtligheten. Födan utgörs av fåglar och små däggdjur. Fortplantningen sker troligtvis under den torra perioden i juli och augusti.
Några exemplar fångas och hölls som terrariedjur. IUCN listar arten som livskraftig (LC).